# Упасака
Упасака (за мъже) и Упасика (за жени) са форми в санскрит и пали за дума означаваща ученик или посетител.  Това е термин отнасящ се до последователите в Будизма, които не са монаси (Бхикшу за мъже или Бхикшуни за жени) или послушници (Шраманера) от монашеския орден, които обаче дават определени обети или обещания.

## Предписания
Петте обета, които един Упасика дава, известни още като „петте предписания“ (санскрит панчашила) са
1. Няма да отнемам живота на чувстващи същества
2. Няма да вземам това, което не ми е дадено
3. Ще се въздържам от причиняващо страдание сексуално поведение
4. Ще се въздържам от лъжлива реч
5. Ще се въздържам от упойващи вещества

## Церемония

### В Тхеравада традициите
В традиционните Тхеравада общности приемането на не-будист за светски ученик се извършва с повтарянето на древната формула на вземане на убежище в Трите Скъпоценности и Петте Предписания под ръководството на монах.  или от самия себе си застанал пред Ступа или изображение на Буда. В традиционните общества новородените в будистко семейство получават инициацията си при първото посещение в храм на пълнолуние или празничен ден.

### Махаяна и Ваджраяна традициите
Както в китайския Чан, така и в японския Зен традицията за вземане на убежище в Трите Скъпоценности има формата на светско ръкополагане. В китайските традиции те са основани на четиринадесета глава Сутра на предписанията за Упасака.  Ученикът очакващ да получи петте предписания първо отдава почит в шестте посоки, които са съответно неговите родители, учителите, съпругата (или съпругът), приятелите, духовният учител и служителите (традиционно слугите). Отдавайки почести в шестте посоки означава да изпълниш задълженията си в тези отношения. 